# Fiat Punto
A Fiat Punto az olasz Fiat autógyár egyik legsikeresebb, 1993-tól gyártott modellje. Eddig három szériát gyártottak: az elsőt 1993-tól (tervezője Giorgetto Giugiaro), a másodikat 1999-től, majd a harmadikat, a Fiat Grande Puntót 2005-től. 2012-ig összesen 8,5 millió darabot értékesítettek belőle. 
Az 1993-ban Frankfurtban bemutatott modell 1995-ben elnyerte Az Év Autója címet.

## Első generáció (176, 1993-1999)
A Punto a Fiat Uno utódjaként született. A szakma és a közönség is lelkesen fogadta, és 1995-ben megszerezte Az Év Autója címet. 1999-ben egy restyling után újabb modelljét adták ki. 
| (176)     | (176) Cabrio | (176) GT  |
| --------- | ------------ | --------- |
|           |              |           |
| 1993-1999 | 1994-1999    | 1993-1999 |

## Második generáció (188, 1999-2010)
1999-ben született. A Fiat tulajdonképpen ezzel a modellel akarta ünnepelni százéves fennállását. Gyakorlatilag 2011-ig értékesítették, de 2010-ben felváltotta az újabb széria. A harmadik széria bemutatásával a fontosabb európai piacokon megszűnt a 188-as gyári kódú Punto forgalmazása. De az olasz piacra még 2011-ben is gyártották a modellt. Ezek után Szerbiában 2013 - 2015 között készült.
| (188)     | (188) Restyling | (188) 2° Restyling |
| --------- | --------------- | ------------------ |
|           |                 |                    |
| 1999-2003 | 2003-2007       | 2007-2010          |

## Harmadik generáció (2005-2018)
2005 végén mutatta be a Fiat a 188-as karosszériakódú Punto modell utódját Grande Punto néven. Méretei meghaladják elődjét, hossza több mint 4 méter, ezért is kapta "Grande" (nagy) jelzést. 2009-ben ráncfelvarráson esett át, ekkor felvette az Evo utónevet. A frissítéssel javítottak a sokat kritizál belső anyagok minőségén. Új színek, kárpitok és könnyűfém keréktárcsák jelezték a változást.
A Punto Evoban debütált a Fiat vadonatúj MultiAir erőforrása, melynek érdekessége hogy a motorban egyetlen vezérműtengely dolgozik, ez a kipufogó oldali szelepeket vezérli közvetlenül. A szívóoldali szelepek és az említett vezérműtengely közé egy olajjal teli kamra kerül, melyben az olaj áramlását egy szolenoid (elektromágneses) szelep szabályozza, melyet a motorelektronika vezérel. Ha ez zárva van, akkor a vezérműtengely ezen keresztül nyitja, vezérli a szelepeket, mint egy hagyományos motor esetén, a szelep nyitásával azonban a szívóoldali szelepek függetlenednek a vezérműtengelytől és teljes mértékben a motor elektronikája veszi át felettük a hatalmat. Ennek következtében lényegében fokozatmentesen képes eltolni a szívóoldali vezérlést, bármilyen motorhasználati profilhoz alkalmazkodik. Ráadásul ilyenkor nincs szükség pillangószelepre sem, így az a levegőnek nem áll útjában, növekszik a motor hatásfoka, nagyobb nyomaték és teljesítmény mellett pedig csökken a károsanyag-kibocsátás. A szívó 1,4-es 105 lóerős, a T-Jet-ként ismert 1,4-es, 120 lóerős turbómotor pedig 135 lóerős lett a MultiAir rendszerrel. Átrajzolták az első fényszórók formáját illetve a hátsó lámpák betétje is módosult kissé továbbá a lökhárítók formája is, és ahogy ilyenkor lenni szokott a műszaki tartalom is, hogy a Punto Evo továbbra is vonzó maradjon a kisautó szegmens vásárlói számára.
Viszonylag hamar (valószínűleg a megosztó frontrész miatt) 2012-ben újabb modellfrissítésen esik át a típus. Eltűnik a lökhárítók betétje, helyét egy sokkal homogénebb kialakítású forma veszi át. A motorkínálatból törlik a MultiAir erőforrást és már csak a "hagyományos" motorokkal rendelhető, a benzineseknél már csak szívó változatban. Néhány különleges széria is készült a Punto MY2012-ből, úgymint a fiataloknak szánt Young változat (egyedi belső kárpit, bluetooth kapcsolattal felszerelt fejegység), vagy említhetnénk még a Virgin Radio kivitelt is.
2017-ben piacra kerül a Punto Blue Jeans széria, itt csak egy új szín és kárpit kombinációval találkozhattunk. Számtalan pletyka és híresztelés lát napvilágot arról hogy a Fiat továbbfejleszti a típust, de végül ez mégsem történt meg, ráadásul 2018-ban egy EuroNCAP teszten is csúnyán elvérzik, (részben a kor biztonsági kívánalmainak megfelelő vezetéstámogató rendszerek hiánya miatt) ez is szinte előrevetítette hogy a Fiat nem készül az egykor eladási csúcsokat döntögető kisautójának fejlesztésébe. Itt érdemes megjegyezni hogy a szervezet 2005-ben még 5 csillaggal jutalmazta a típust. Az egykor szebb napokat is megélt Punto gyártása 2018 második felében ért véget.
| (199) Grande Punto | (323) Linea | (199) S2000 | (199) Grande Punto Abarth | (199) Punto Evo | (199) Punto Evo Abarth | (199) Punto 2012 |
| ------------------ | ----------- | ----------- | ------------------------- | --------------- | ---------------------- | ---------------- |
|                    |             |             |                           |                 |                        |                  |
| 2005-2012          | 2006        | 2006        | 2007-2010                 | 2009-2012       | 2010                   | 2012             |

## Fordítás
- Ez a szócikk részben vagy egészben  a   Fiat Punto című angol Wikipédia-szócikk fordításán alapul.  Az eredeti cikk szerkesztőit annak laptörténete sorolja fel. Ez a jelzés csupán a megfogalmazás eredetét és a szerzői jogokat jelzi, nem szolgál a cikkben szereplő információk forrásmegjelöléseként.